# 27150 Annasante
27150 Annasante este un asteroid din centura principală de asteroizi.

## Descriere
27150 Annasante este un asteroid din centura principală de asteroizi. A fost descoperit pe 16 decembrie 1998 la Observatorul San Vittore din Bologna. Asteroidul prezintă o orbită caracterizată de o semiaxă mare de 2,81 ua, o excentricitate de 0,11 și o înclinație de 14,2° în raport cu ecliptica.